# Mitad del mundo
 (novembre 2019).
Si vous disposez d'ouvrages ou d'articles de référence ou si vous connaissez des sites web de qualité traitant du thème abordé ici, merci de compléter l'article en donnant les références utiles à sa vérifiabilité et en les liant à la section « Notes et références ».
La Mitad del Mundo est un lieu touristique, scientifique et culturel situé au nord de l'Équateur, dans la Paroisse de San Antonio, à 13,5 km de la capitale Quito. Le terrain se trouve en plein milieu de la ligne équatoriale, qui divise la planète en deux hémisphères : le Nord et le Sud (à partir de laquelle le pays adopte son nom).
Le monument de la Mitad del Mundo est l'attraction principale. Il a été construit entre les années 1979 et 1982 sur ordre du Conseil provincial de Pichincha en commémoration des 200 ans de la première mission géodésique française dirigée par Louis Godin, Pierre Bouguer et Charles Marie de la Condamine. L'endroit contient aussi trois pavillons (France, Espagne, Équateur) qui donnent des informations complémentaires sur l'expédition, l'art et l'architecture de Quito.
Une petite ville de style colonial appelée Ciudad Mitad del Mundo entoure le monument.

## Le monument de la Mitad del Mundo
En 1936, le géographe équatorien Luis Tufiño localise les traces laissées par la mission géodésique et, avec l’aide du comité France-Amérique, construit le premier monument de la Mitad del Mundo, de 10 mètres de hauteur, à San Antonio de Pichincha. En 1979, il est localisé 7 km à l’ouest, dans la ville de Calacalí. 
En 1979, le Conseil provincial de Pichincha décide de tripler la taille du monument, en commémoration des 200 ans de l’expédition en Équateur en gardant la même physionomie que l’antérieur. Cependant, la structure ne se trouve pas sur la ligne équatoriale (0° 0’ 7.83"). Elle se localise 240 m au sud de la vraie latitude 0° 0' 0". En revanche, deux endroits archéologiques se situent sur le point exact de l’équateur : la Catequilla et Quisato Sundial.
Le monument de la Mitad del Mundo est orienté vers les quatre points cardinaux. Sur chaque façade, des inscriptions commémoratives sont présentées : au nord, une légende est dévouée à Pedro Vicente Maldonado ; à l’ouest, l’emblème  de l’Espagne (des années 1930) représente la coopération espagnole de Jorge Juan de Santacilia et Antonio de Ulloa ; au sud, l’emblème de l’Équateur montre la reconnaissance du gouvernement équatorien au bicentenaire de la mission ; et finalement à l’est, l’emblème de la France représente les scientifiques français.

## La position de la ligne équatoriale
La ligne équatoriale est une ligne imaginaire qui divise la surface de la planète en deux parties : l’hémisphère nord et l’hémisphère sud. La latitude de l’équateur est de 0° 0' 0", sa position est établie par les mesures faites par la mission géodésique française. Actuellement le monument de la Mitad del Mundo est situé 240 mètres au sud de la ligne équatoriale, selon la technologie des GPS, à la latitude 0° 0' 7.83".

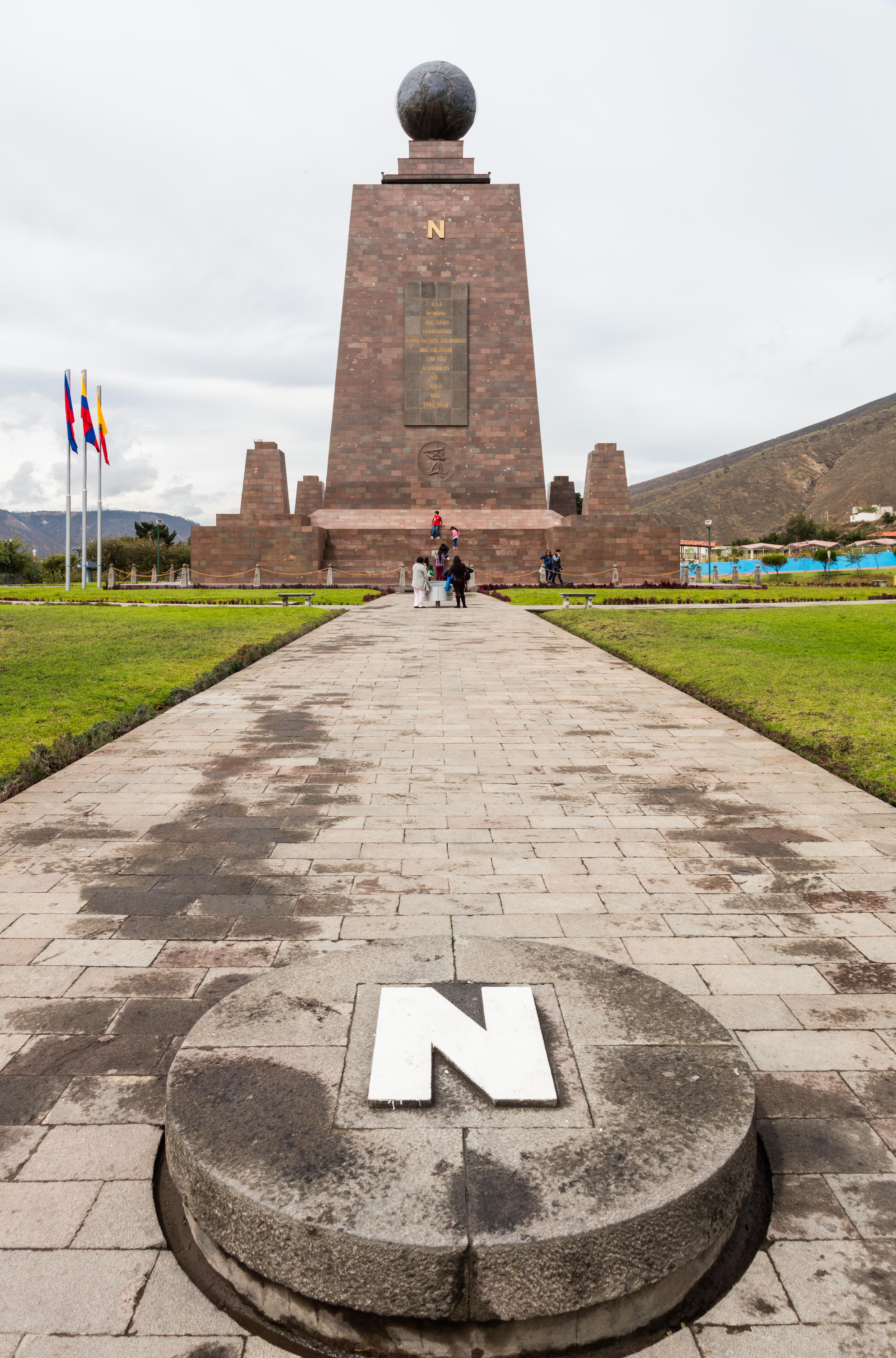
Mitad del mundo

## Les résultats de la mission géodésique en Équateur
La première mission géodésique confirme la théorie de la gravitation universelle de Newton, publiée dans Principia (1687), qui prévoit un aplatissement du globe terrestre aux pôles.
L’expédition ramène aussi l’implémentation[pas clair] du système de mesure universelle « mètre » (la dix-millionième partie de la moitié du méridien terrestre).
En 1902, l’Académie des sciences française envoie en Équateur une deuxième mission géodésique, dirigée par le général Charles Perrier. Son objectif est de corroborer les résultats de l’arc du méridien supérieur mesuré par La Condamine dans sa première mission.  

## Autres attractions
Le trajet de l’Avenue des géodésiques commence par le pavillon de la France. On peut y observer des photos, des cartes et des répliques des instruments utilisés par les scientifiques de la première et de la deuxième mission, grâce à la collaboration de l’ambassade de France et de l’entreprise touristique de la Ciudad Mitad del Mundo. Dans le pavillon de l’Espagne, quelques œuvres du peintre Oswaldo Guayasamín sont exposées et dans le pavillon Quito colonial une réplique exacte du centre historique montre la complexe architecture coloniale.
Autour du monument, la Ciudad Mitad del Mundo témoigne de la diversité du pays, entre l’artisanat, la gastronomie, la musique et l’art populaire des Équatoriens. 
Le siège de l’Union des nations sud-américaines (UNASUR) se trouve aussi dans la Ciudad Mitad del Mundo. Le bâtiment porte le nom de l’ex président argentin Néstor Kirchner à la suite de son décès. Il a été inauguré le 5 décembre 2014. 